# Nationaal park Douglas-Apsley
Het Nationaal park Douglas-Apsley is een nationaal park in Australië. Het ligt aan de oostkust van Tasmanië, 149 km noordoostelijk van Hobart, en een paar kilometer ten noorden van Bicheno. Het Douglas Apsley Nationaal park is een van de nieuwere parken van Tasmanië, op 27 december 1989 werd het tot nationaal park verklaard. Het park beschermt het enige nog aan de oostkust overgebleven beboste uitstroomgebied van drie hoofdrivieren, de Apsley, de Denison en de Douglas rivier. Hoogtepunten van het park zijn de diepe kloven, de wilde bloemen en het milde landklimaat. Bezoekers kunnen er korte wandelingen maken, of een driedaagse trektocht.
Ben Lomond · 
Cradle Mountain-Lake St Clair · 
Douglas-Apsley · 
Franklin-Gordon Wild Rivers · 
Freycinet · 
Hartz Mountains · 
Kent Group · 
Maria Island · 
Mole Creek Karst · 
Mount Field · 
Mount William · 
Narawntapu · 
Rocky Cape · 
Savage River · 
South Bruny · 
Southwest · 
Strzelecki · 
Tasman · 
Walls of Jerusalem
Nationale parken in: AUS · NSW · NT · QLD · SA · TAS · VIC · WA